# Hameçon
Pour les articles homonymes, voir Hameçon (homonymie) et crochet.

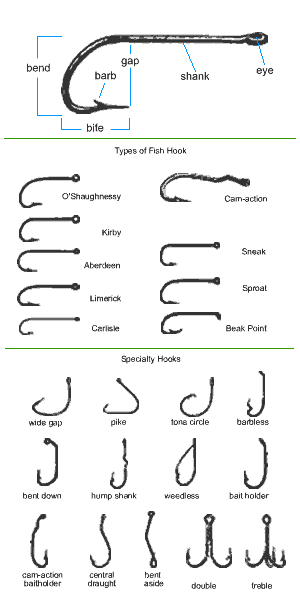
Différents types d'hameçon

Un hameçon est un crochet métallique que l'on met au bout d'une ligne pour prendre du poisson. L'hameçon est apparu à la Préhistoire, durant la période du Solutréen en Europe aussi bien qu'ailleurs dans le monde. Les plus vieux hameçons connus datent de 23 000 ans et ont été retrouvés à Okinawa.

## Différents types
Les hameçons sont d'abord classés selon le nombre de pointes :
- hameçon simple
- hameçon double
- hameçon triple

Ensuite, ils se différencient par la méthode d'accrochage sur la ligne :
- hameçon à œillet
- hameçon à palette

## Taille
Dans les pays occidentaux, la taille des hameçons est représentée par un numéro qui augmente au fur et à mesure que la taille diminue. C'est ainsi que les plus petits hameçons, destinés au concours (prises en nombre d'alevins), sont numérotés 24 à 26 alors que l'on utilise des hameçons no 8 ou no 6 pour la pêche de la carpe. Au-delà du no 1, les hameçons sont numérotés 1/0, 2/0, de plus en plus gros.
A contrario, dans certains pays asiatiques, la numérotation des hameçons évolue en proportion de la taille. Ainsi en Chine, un hameçon de taille 3 correspond à un hameçon « mer » de taille 12 dans les pays occidentaux.

## Constitution

Dessin d'un hameçon mettant en valeur l'ardillon.

Un hameçon peut être décomposé en différents éléments, tels que l'œillet ou la palette (destinés à l'attacher à la ligne), la tige plus ou moins longue selon les usages, la pointe et l'éventuelle contre-pointe nommée ardillon qui empêche le poisson de se détacher une fois ferré.
On peut distinguer cinq parties de l'hameçon :
- l'œillet (petit trou à l'extrémité de l'hameçon) ;
- la hampe (partie de l'hameçon entre l’œillet et la hauteur de la pointe, généralement droite, elle peut aussi être courbée ou pliée en deux parties) ;
- la courbure (partie courbée de l'hameçon qui part de la hampe et se termine à l'ardillon) ;
- l'ardillon (partie qui dépasse et sert à empêcher l'hameçon de sortir de la bouche du poisson lorsque celui-ci est ferré). L'hameçon est alors dit « à pointe barbelée » ou « hameçon barbelé ». Dans certains endroits il est obligatoire d’écraser l'ardillon, notamment pour la pêche no-kill ;
- la pointe (le bout pointu de l'hameçon).

## Montage

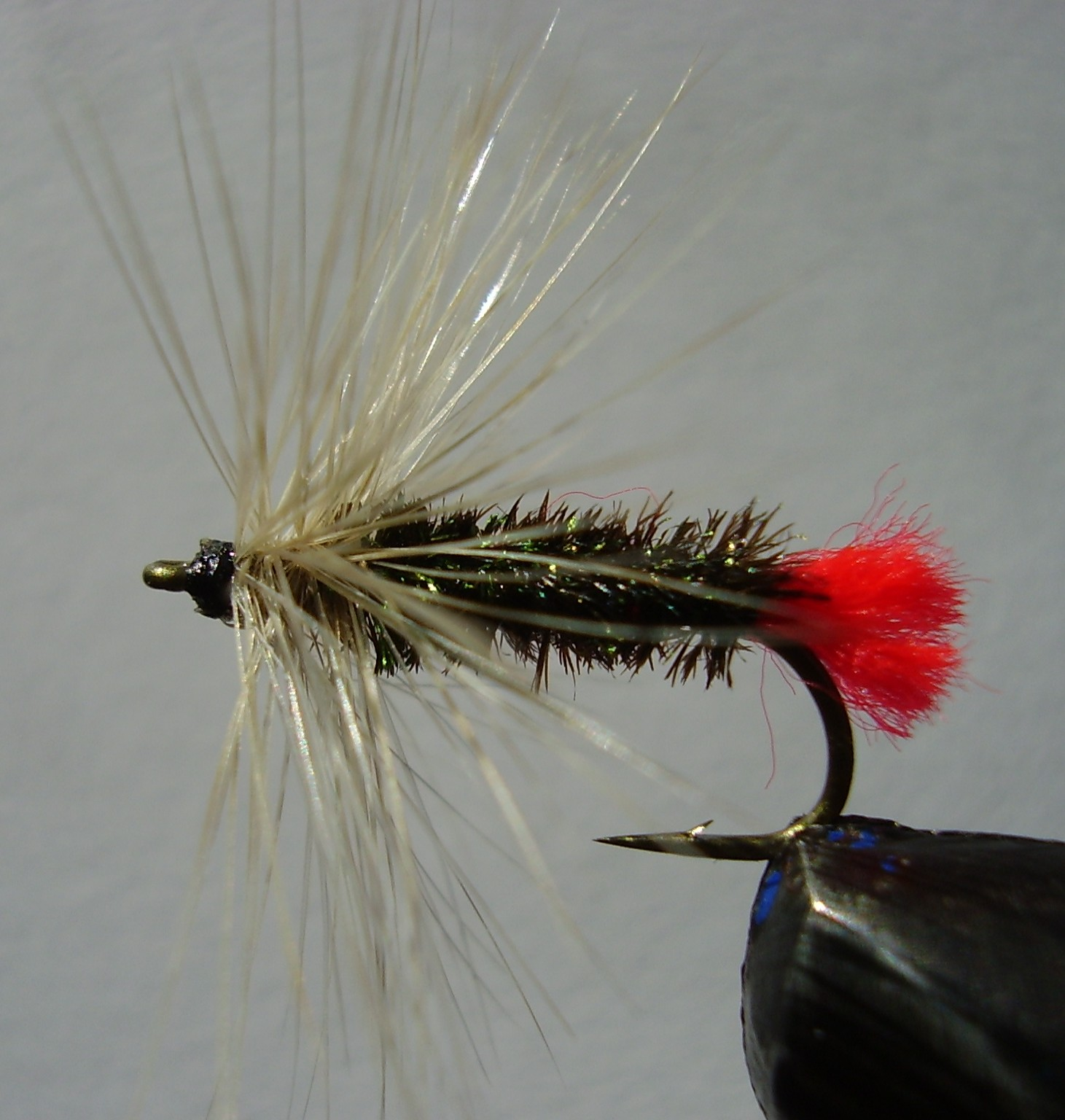
Montage d'une mouche sur un hameçon

L'hameçon peut être soit directement fixé sur la ligne et être muni d'un appât, soit être l'un des sous-ensembles d'un objet plus complexe (cuillère, leurre) ou servir au montage d'une mouche artificielle.
Sous l'appellation de mitraillette, plusieurs hameçons (de 10 à 30) peuvent aussi être associés sur une même ligne, dite mère, et qui est dotée à intervalles réguliers d'avençons porteurs chacun d'un hameçon. Cet équipement, qui est utilisé en pêche au moulinet ou à la traîne, vise essentiellement les poissons naviguant en bancs, notamment les maquereaux. Il est donc fréquent de ramener plusieurs poissons en une seule prise, sans nécessairement appâter tous les hameçons. La frénésie qui agite le tout banc, dès lors qu'un poisson fonce sur un appât, entraîne les autres à se jeter sur les hameçons voisins même nus. Et il arrive même, en ramenant la ligne, que des poissons se fassent prendre par toute partie du corps, queue comprise. Ces prises aléatoires participent à la dénomination de mitraillette.